# Puchar Mistrzów IIHF 2007
W roku 2007 Puchar Mistrzów odbywał się w Petersburgu.

## Faza grupowa

### Grupa Hlinki
L = lokata, M = liczba rozegranych spotkań, W = Wygrane (ogółem), P = Porażki (ogółem), R = Remisy, G+ = Gole strzelone, G- = Gole stracone, Pkt = Liczba zdobytych punktów +/- Różnica bramek
| L  | Drużyna       | M | Pkt | W | R | P | G+ | G- | +/- |
| -- | ------------- | - | --- | - | - | - | -- | -- | --- |
| 1. | Ak Bars Kazań | 2 | 6   | 2 | 0 | 0 | 9  | 4  | +5  |
| 2. | HC Lugano     | 2 | 3   | 1 | 0 | 1 | 3  | 3  | 0   |
| 3. | Färjestad     | 2 | 0   | 0 | 0 | 2 | 4  | 9  | -5  |

11 stycznia:
- Ak Bars Kazań – Färjestad 6:4

12 stycznia:
- Färjestad – HC Lugano 0:3

13 stycznia:
- HC Lugano – Ak Bars Kazań 0:3

### Grupa Ragulina
L = lokata, M = liczba rozegranych spotkań, W = Wygrane (ogółem), P = Porażki (ogółem), R = Remisy, G+ = Gole strzelone, G- = Gole stracone, Pkt = Liczba zdobytych punktów +/- Różnica bramek
| L  | Drużyna      | M | Pkt | W | R | P | G+ | G- | +/- |
| -- | ------------ | - | --- | - | - | - | -- | -- | --- |
| 1. | HPK          | 2 | 6   | 2 | 0 | 0 | 10 | 2  | +8  |
| 2. | MsHK Žilina  | 2 | 3   | 1 | 0 | 1 | 4  | 9  | -5  |
| 3. | Sparta Praga | 2 | 0   | 0 | 0 | 2 | 4  | 7  | -3  |

11 stycznia:
- HPK – MsHK Žilina 7:0

12 stycznia:
- MsHK Žilina – Sparta Praga 4:2

13 stycznia:
- Sparta Praga – HPK 2:3

## Finał
14 stycznia:
- HPK Hämeenlinna – Ak Bars Kazań 0:6

## Ostateczna kolejność
| M | Nazwa klubu   |
| 1 | Ak Bars Kazań |
| 2 | HPK           |
| 3 | HC Lugano     |
| 4 | MsHK Žilina   |
| 5 | Sparta Praga  |
| 6 | Färjestad     |

## Statystyki i nagrody
- Pierwsze miejsce w klasyfikacji strzelców turnieju –  Siergiej Zinowjew (Ak Bars): 4 gole
- Pierwsze miejsce w klasyfikacji asystentów turnieju –  Aleksiej Morozow (Ak Bars): 8 asyst
- Pierwsze miejsce w klasyfikacji kanadyjskiej turnieju –  Aleksiej Morozow (Ak Bars): 10 punktów
- Pierwsze miejsce w klasyfikacji +/- turnieju –  Siergiej Zinowjew (Ak Bars),  Aleksiej Morozow (Ak Bars),  Danis Zaripow (Ak Bars),  Witalij Proszkin (Ak Bars): +7
- Pierwsze miejsce w klasyfikacji skuteczności interwencji bramkarzy turnieju –  Mika Noronen (Ak Bars): 100,00%
- Pierwsze miejsce w klasyfikacji średniej goli straconych na mecz bramkarzy turnieju –  Mika Noronen (Kärpät): 0,00

Nagrody indywidualne
- Najlepszy bramkarz –  Mika Noronen (Kärpät)
- Najlepszy obrońca –  Dick Tärnström (HC Lugano)
- Najlepszy napastnik –  Aleksiej Morozow (Ak Bars)
- Najbardziej Wartościowy Gracz turnieju –  Aleksiej Morozow (Ak Bars)

Drużyna Gwiazd turnieju
- Bramkarz:  Mika Noronen (Kärpät)
- Obrońcy:  Witalij Proszkin (Ak Bars),  Ilja Nikulin (Ak Bars)
- Napastnicy:  Siergiej Zinowjew (Ak Bars),  Aleksiej Morozow (Ak Bars),  Danis Zaripow (Ak Bars)